# کرک کامرون
کرک کامرون (انگلیسی: Kirk Cameron؛ زادهٔ ۱۲ اکتبر ۱۹۷۰) یک هنرپیشه، و بازیگر سینما اهل ایالات متحده آمریکا است. وی از سال ۱۹۷۹ میلادی تاکنون مشغول فعالیت بوده‌است. یکی از فعالیت های مهم کامرون در سال های اخیر مقابله او با رواج همجنس گرایی بوده است. او با کمک پدر خود دکتر پل کامرون موسسه مطالعات خانواده را اداره می کنند.
از فیلم‌ها یا برنامه‌های تلویزیونی که وی در آن نقش داشته است می‌توان به ضد حریق، مثل پدر مثل پسر و بهترین زمان اشاره کرد.